# В финале Джон умрёт
«В финале Джон умрёт» (англ. John Dies at the End) — американский комедийный фильм ужасов, основанный на одноименном романе Дэвида Вонга псевдониме писателя Джейсона Паргина, автор сценария и режиссёр Дон Коскарелли. Основные съёмки начались в октябре 2010 года и январе 2011 года проект вошёл постпродакшн для запланированного 2012 году показа на кинофестивале Санденс. Премьера в США состоялась 25 января 2013 года.

## Сюжет
Молодой человек по имени Дейв убивает мужчину, отсекая ему голову и объясняя свой поступок тем, что пули не смогли того остановить. Он покупает все новые и новые топоры, а убитый продолжает возвращаться. Дейв встречается в маленьком ресторанчике с невысоким, белым, бородатым журналистом по имени Арни, чтобы дать тому интервью. Он рассказывает тому о странном эффекте от наркотика под названием «соевый соус».
Рассказ Дейва начинается с истории, случившейся однажды ночью, после звонка Джона, он прибывает к нему, где знакомится с очаровательной девушкой. Девушка просит о помощи, объясняя это тем, что её парень умер два месяца назад, но продолжает возвращаться по ночам. В доме друзья обнаруживают, что каждый из них видит её по-своему, она оказывается призраком, заманившим их в ловушку, превращается в кучу змей, а на них нападает существо из замороженных мясных продуктов. Однако с монстром, как ни странно, удается договориться, ведь он искал не их, а известного экзорциста, звонок которому мигом решает проблему. Арни относится к словам Дейва скептически, но Дейв рассказывает ему о монетах в его кармане и даёт описание сна, который Арни видел прошлой ночью. Арни под впечатлением и просит продолжать.
История начинается пару лет назад во время концерта группы Джона, на котором Дейв знакомится с ямайцем, который показывает фокусы. Он называет себя Марли. Дейв смеётся над глупыми фокусами Марли, а тот, в свою очередь, рассказывает ему сон, который тот увидел утром. Дэвид находит собаку по кличке Барк Ли, хозяйка которой — знакомая Дейва, лишившаяся кисти. Ночью Дэвида будит звонок Джона, который просит того срочно приехать. Джон бредит, описывая некое существо, которое он видит на потолке. Дейв находит в вещах Джона оружие и шприц с чёрной жидкостью. В кафе Джон описывает Дейву действие наркотика, тот решает везти его в больницу, но туда они не добираются. В пути на них нападает загадочный человек, которому что-то нужно, но Дейву удается от него избавиться. Тут же его находит детектив Эплтон и привозит в участок для допроса. Во время допроса умирает Джон.
Дейв вновь возвращается к беседе с Арни, тот решает, что все это полнейший бред, и собирается уходить. Дейв просит его пойти к машине, где показывает ему пустую клетку, но затем в этой клетке оказывается жуткое существо из квартиры Джона.
Джон, несмотря на факт своей смерти, звонит Дейву и объясняет, как выйти из участка. Оказывается, что для такого звонка даже не нужен телефон, говорить можно даже по хот-догу. Дейв, следуя советам, приходит в домик Марли, где находит «соевый соус» в морозилке, который нападает на него. Туда же приезжает Эплтон с канистрой бензина, он стреляет в Дейва и поджигает здание. Дейв очнулся в горящем доме, в следующую минут одну из стен пробивает его машина, за рулем которой сидит собака Барк Ли.
Дейв возвращается домой, где его ждет парень с тусовки Джастин, но он одержим некой сущностью и не может быть убит простым оружием. Джастин похищает Дейва. Очнувшись в машине, Дейв видит других уцелевших с вечеринки: Эмми, Чо и Джона находящегося в ступоре (не объясняется, почему он жив). На старом складе Джастин требует от Эмми открыть призрачную дверь. Вскоре туда прибывает Эплтон, он убивает Джастина, но погибает сам. Эмми открывает дверь утраченной рукой. Там друзья встречают Доктора Маркони, давшего им бомбу, и знакомого Дейва, напавшего на него в машине. Они видят портал между мирами.
Пройдя через портал они встречают людей, ждавших их появления. В другом мире история преломилась около 1850 года, где изобретатель создал существо, которое называется Коррак, сумевшее получить самосознание после смерти изобретателя. Оно подчинило весь мир себе, поглощая людей и приобретая их знания и уничтожая всех, кто отказывался подчиняться. А Джон и Дейв нужны для того, чтобы оно смогло попасть в наш мир. Джона и Дейва пытаются скормить Корраку, но собака Барк Ли, везде следующая за ними, взрывает ядерную бомбу вместе с собой и Корраком.
Дэйв заканчивает историю, Арни в восторге, он упоминает, что является афроамериканцем, хотя это абсолютно не соответствует его внешности, таким образом Арни является призраком. Арни с ужасом открывает багажник своей машины и видит там своё тело, чернокожего мужчины пятидесяти лет. Он обвиняет в убийстве Дейва, но тот говорит, что его смерть наступила задолго до их встречи и что он существует благодаря фантазии Дейва, которому хотелось выговориться.
Джон и Дейв на баскетбольной площадке замечают странную чёрную сферу. Проникая в неё, они вновь попадают в другой мир, в котором сопротивление уже ведет борьбу с режимом заражения, который посеял Коррак. Солдаты просят их о помощи, говоря, что их приход был предсказан.

## В ролях
- Чейз Уильямсон — Дэйв — рассказчик истории, дружит с Джоном, влюблен в Эми[12].
- Роб Майес — Джон — лучший друг Дейва, бездельник музыкант, любитель острых ощущений и женщин.
- Пол Джаматти — Арни — журналист в годах повидавший не мало за свою тридцатилетнюю карьеру, берет интервью у Дейва, услышав странные слухи.
- Клэнси Браун — Доктор Альберт Маркони — шоумен и священник в одном лице.
- Глинн Тёрмен — Детектив Лоуренс Эплтон — опытный сыщик, заподозривший неладное после того как попал на вечеринку где выступал Джон.
- Даг Джонс — Роджер Север
- Дэниел Робук — Большой человек
- Джимми Вонг — Фрэд Чу
- Ангус Скримм — Отец Шеллнат
- Фаббианн Терез — Эми — однорукая девушка, чья собака будет опекать весь фильм.
- Джонни Уэстон — Джастин Белый — молодой уличный гангстер, любитель пострелять.
- Таи Беннетт — Роберт Марлей — химик, изготовивший соевый соус.
- Эллисон Вайсман — Шэлли

## Съёмки
В 2007 году Коскарелли купил права на экранизацию романа комедийного ужастика «Джон умирает в конце», роман написанный Дэвидом Вонгом, был впервые опубликован в Интернете, в начале 2001 года, в 2004 году рукопись редактировалась, и затем в 2007 году была издана в мягкой обложке. Рассказывая о возникшем интересе к этой истории, Коскарелли заявил «Я был под большим впечатлением от сумасшедшей оригинальности Дэвида Вонга и его впечатляющего воображения. Роман похож на смесь Дугласа Адамса и Стивена Кинга, как умный и глупый, страшный и смешной. — он действительно говорил со мной.
С исполнительным продюсером Даниэлем Кэри и Полом Джаматти, а также Доном Коскарелли, Брэдом Барух, Энди Майерсом, Аароном Готфридом, и Джошом Левином, M3 альянса, M3 Creative, и Полуночный Альянс «тайно» началась основная часть съемок в октябре 2010 года. Это было подтверждено после намеков, размещенные Коскарелли на своей странице в Twitter. Съемки проходили в Южной Калифорнии. 27 января 2011 года, Коскарелли объявил в своем Twitter, основные съемки были завершены и что фильм вошёл постпродакшн, для работы над визуальными эффектами. Премьера фильма состоялась на кинофестивале Sundance 23 января 2012 года.

## Прокат
В августе 2012 года компания Magnet Releasing объявила, что приобрела права на фильм. Театральный выход фильма состоялся в начале 2013 года.